# 토르스텐 핑크
토르스텐 핑크(독일어: Thorsten Fink, 1967년 10월 29일, 노르트라인베스트팔렌주 도르트문트 ~)는 독일의 전 축구 선수로 현재 축구 감독으로 활동하고 있다.

## 선수 경력
핑크는 보루시아 도르트문트 II 소속으로 프로축구계에 명함을 내밀었고, 이후 SG 바텐샤이트 09로 이적하였다. 바텐샤이트에서 그는 1990년에 팀을 분데스리가로 승격되도록 하였다. 1994년에 바텐샤이트가 다시 2 분데스리가로 강등당하자, 핑크는 카를스루에 SC로 이적하여 3시즌간 주전으로 활약하며 큰 인상을 남겼고, 1997년에 FC 바이에른 뮌헨 스카우트의 눈도장을 받아 이적하게 되었다. 그는 이후 바이에른 소속으로 7시즌을 보내게 되었다. 그는 처음 5년을 주전선수로 활약하였으나, 2002년에 주전 자리를 빼앗겼고, 2003년 2월에는 당시 3부리그였던 레기오날리가에 속한 리저브팀으로 강등되었다. 그는 2달 후인 2003년 4월에 1군자리를 탈환하였다. 2003-04 시즌, 그는 바이에른 리저브팀의 주전으로 활약하였고, 2003년 9월, VfL 볼프스부르크전에서 단 한차례이자 마지막으로 분데스리가 경기에 출장하였다. 2004년 6월 그는 바이에른 1군 스쿼드에서 제외되었고, 이후에는 2년간 리저브팀 선수로만 활약하였고, 2005-06 시즌에 현역 은퇴를 선언하였다.
바이에른 1군에서 활약할 당시 팀을 UEFA 챔피언스리그 1998-99의 결승에 오르도록 도왔다. 결승전 상대는 맨체스터 유나이티드 FC로 바이에른은 우위를 지키지 못하고 인저리 타임에 두골을 실점하며 1-2로 패하였다. 핑크는 이 경기에서 막판에 교체출장하였고, 91분에 공을 걷어내지 못한 골을 라이언 긱스로 굴러갔고, 테디 셰링엄에 동점골을 실점하는 빌미를 제공하였다.
그러나, 2년 후, 핑크는 UEFA 챔피언스리그 우승 트로피를 획득하였는데, 결승 상대는 발렌시아 CF로 승부차기 끝에 획득하였다. 그러나, 그는 이 경기 명단에 이름을 올리지 못하였다. 그는 또한 네 차례의 분데스리가 타이틀과 세 차례의 DFB-포칼 타이틀을 획득하였다.
2006년, 그는 무릎연골 부상을 당하여 은퇴하였다.

## 감독 경력
같은 시기 그는 쾰른 스포츠대학에서 감독학을 전공하고 2005년 12월에 졸업하였다. 2006년 9월 5일을 기점으로 그는 FC 레드 불 잘츠부르크의 리저브팀 감독을 맡았다. 조반니 트라파토니의 수석코치였던 로타어 마테우스가 떠난 뒤, 핑크는 트라파토니의 새 수석코치가 되었다.
2007년 1월 4일, 핑크는 신정에 해임된 위르겐 프레스를 대신하여 FC 잉골슈타트 04의 감독을 맡았다. 그는 하이코 포겔을 수석 코치로 두었다. 2009년 4월 21일, 그는 잉골슈타트 감독직에서 해임되었다.
2009년 6월 9일, 핑크는 크리스티안 그로스를 대신하여 스위스 슈퍼리그의 FC 바젤 감독이 되었다. 핑크는 잉골슈타트에서 그의 수석코치였던 하이코 포겔과 바젤의 코칭스태프가 되었다. 국내 대회에서 바젤은 2009-10 시즌을 싹쓸이하였다. 바젤은 이 시즌 초반에 부진하게 시작하였으나, 핑크의 바젤은 마지막 라운드에서 우승 후보인 BSC 영 보이스와의 5월 16일 방크도르프 원정경기에서 2-0 승리를 거두며 2009-10 시즌의 우승을 차지하였다. 이 경기에서 신예 발렌틴 스토커와 베테랑 스콧 치퍼필드가 득점하였다. 바젤은 FC 로잔-스포르트와의 5월 9일 2009-10 스위스 컵 결승전 경기에도 6-0으로 승리하였다. 다음 시즌인 2010-11 시즌에도 바젤은 스위스 슈퍼리그와 우어렌컵 우승을 거두었다. 2011년 말, 핑크가 바젤을 떠나자, 그의 수석 코치였던 하이코 포겔이 감독이 되었다.
2011년 10월 13일, 핑크는 함부르거 SV와 2014년까지 유효한 계약을 체결하였다. 하지만 2013년 9월 성적 부진으로 함부르거 SV의 감독직에서 경질되었다.

## 수상

### 선수
FC 바이에른 뮌헨
- 분데스리가: 1998–99, 1999–2000, 2000–01, 2002–03
- DFB-포칼: 1997–98, 1999–2000, 2002–03
- 인터콘티넨털컵: 2001
- UEFA 챔피언스리그: 2000-01

### 감독
FC 바젤
- 스위스 컵: 2009–10
- 스위스 슈퍼리그: 2009–10, 2010–11
- 스위스 슈퍼컵: 2011

비셀 고베
- 일왕배 : 2019
- J리그 슈퍼컵 : 2020